# Reese Stalder
Reese Stalder (Costa Mesa, 12 novembre 1996) è un tennista statunitense.
Specialista del doppio, ha disputato una finale nel circuito maggiore al Delray Beach Open 2023 in coppia con Rinky Hijikata. Vanta inoltre diversi titoli nei circuiti minori e il suo miglior ranking ATP è stato il 60º posto del dicembre 2023.

## Carriera

### Nei campionati di College e inizi da professionista
Nel 2015 entra a far parte della squadra di tennis dei TCU Horned Frogs della Texas Christian University per giocare nei campionati di College statunitensi. Subito si mette in luce riscuotendo successo in doppio e nel 2017 viene inserito tra gli All American della specialità. Rimane con gli Horned Frogs fino al 2019, e in quegli anni fa le sue prime sporadiche apparizioni tra i professionisti.

### 2019-2021. successi nei tornei ITF e primo titolo Challenger
Nel giugno 2019 - a quasi 23 anni - inizia a giocare con continuità tra i professionisti nel circuito ITF e il mese successivo alza il suo primo trofeo vincendo un torneo M15 di doppio a Cancun. Nei due anni successivi continua a giocare con discreto successo esclusivamente nei tornei ITF. Fa il suo esordio in un torneo dell'ATP Challenger Tour nel luglio 2021 a Lexington e subito raggiunge e perde la finale in coppia con il connazionale Alex Rybakov. Quell'anno vince i suoi ultimi titoli ITF e chiude l'esperienza in questa categoria dopo averne vinti 7 in totale. A novembre vince il primo torneo Challenger al Puerto Vallarta Open in coppia con Gijs Brouwer con il successo in finale su Hans Hach Verdugo / Miguel Ángel Reyes Varela per 6-4, 6-4.

### 2022, due titoli Challenger e 132º nel ranking
Nel 2022 raggiunge 5 finali Challenger, perde la prima in luglio assieme a Ruben Gonzales a Rome e a fine torneo entra nella top 200 mondiale. Il mese successivo vince con Gonzales il prestigioso Challenger 125 di Santo Domingo sconfiggendo in finale Nicolás Barrientos / Miguel Ángel Reyes Varela. Continua a risalire la classifica ATP raggiungendo altre due finali, entrambe perse, e a dicembre vince il Maspalomas Challenger con Evan King. Chiude la stagione con il nuovo best ranking alla 132ª posizione.

### 2023, prima finale ATP, 7 titoli Challenger e 60º nel ranking
Dopo una finale Challenger persa a inizio 2023 al Cleveland Open, a febbraio fa il suo esordio nel circuito maggiore a Delray Beach giocando in coppia con Rinky Hijikata, reduce dal trionfo in doppio agli Australian Open; si spingono in finale superando tra gli altri gli specialisti Jamie Murray / Michael Venus e vengono sconfitti dai numeri 5 del mondo Marcelo Arévalo / Jean-Julien Rojer con il punteggio di 3-6, 4-6. A maggio vince con King due titoli Challenger consecutivi in Corea del Sud a Gwangju e al Busan Open, e già dopo Gwangju Stalder fa il suo ingresso nella top 100. Il mese successivo disputano altre due finali, perdono la prima a Tyler e vincono quella del Caribbean Open.
Fa il suo esordio in una prova del Grande Slam giocando con David Pel a Wimbledon ed escono di scena al terzo turno dopo aver eliminato i quotati Lloyd Glasspool / Nicolas Mahut. A fine luglio sale al 73º posto mondiale e due settimane più tardi si impone con King in finale al Cary Challenger. Nel finale di stagione vincono anche i Challenger di Fairfield, Miki e Yokkaichi e a dicembre Stalder porta il miglior ranking al 60º posto.

### 2024, quattro titoli Challenger e discesa nel ranking
Nei primi mesi del 2024 gioca con King nei tornei del circuito maggiore e vincono due dei dieci incontri disputati. Cambia quindi alcuni partner e torna a giocare anche nei Challenger, a maggio vince quello di Wuxi in coppia con Calum Puttergill e il mese successivo il Challenger 125 dell'Ilkley Trophy di nuovo con King. Nel periodo che segue gioca con diversi partner e consegue i migliori risultati ancora con King, spingendosi fino ai quarti in due tornei ATP e a una semifinale Challenger. Con altri compagni di gioco esce al primo turno a Wimbledon e agli US Open. A settembre esce per la prima volta dalla top 100 dopo 16 mesi di permanenza.Vi fa subito rientro vincendo con King il Guangzhou Huangpu Open. Proseguono la trasferta asiatica giocando due tornei ATP e superano il primo turno solo al Chengdu Open. Chiude il 2024 vincendo con King il Champaign-Urbana Challenger e a dicembre esce di nuovo dalla top 100.

### 2025
Nella prima parte del 2025 si mantiene nelle posizioni a cavallo della 100ª raggiungendo alcune semifinali nel circuito Challenger, mentre perde l'unico match ATP disputato.

## Statistiche
Aggiornate al 23 giugno 2025.

### Doppio

#### Finali perse (1)
| Legenda              |
| -------------------- |
| Grande Slam (0)      |
| ATP Finals (0)       |
| ATP Masters 1000 (0) |
| ATP Tour 500 (0)     |
| ATP Tour 250 (1)     |

| N. | Data             | Torneo                          | Superficie | Compagno       | Avversari in finale               | Punteggio |
| 1. | 19 febbraio 2023 | Delray Beach Open, Delray Beach | Cemento    | Rinky Hijikata | Marcelo Arévalo Jean-Julien Rojer | 3-6, 4-6  |

### Tornei minori

#### Doppio

##### Vittorie (22)
| Legenda tornei minori |
| Challenger (15)       |
| ITF (7)               |

| N.  | Data              | Torneo                                 | Superficie  | Compagno         | Avversari in finale                          | Punteggio           |
| 1.  | 27 novembre 2021  | Puerto Vallarta Open, Puerto Vallarta  | Cemento     | Gijs Brouwer     | Hans Hach Verdugo Miguel Ángel Reyes Varela  | 6-4, 6-4            |
| 2.  | 20 agosto 2022    | Santo Domingo Open, Santo Domingo      | Terra       | Ruben Gonzales   | Nicolás Barrientos Miguel Ángel Reyes Varela | 7-6(5), 6-3         |
| 3.  | 3 dicembre 2022   | Maspalomas Challenger, Maspalomas      | Terra       | Evan King        | Marco Bortolotti Sergio Martos Gornés        | 6-3, 5-7, [11-9]    |
| 4.  | 6 maggio 2023     | Gwangju Open, Gwangju                  | Cemento     | Evan King        | Andrew Harris John-Patrick Smith             | 6-4, 6-2            |
| 5.  | 13 maggio 2023    | Busan Open, Busan                      | Cemento     | Evan King        | Max Purcell Rubin Statham                    | walkover            |
| 6.  | 17 giugno 2023    | Caribbean Open, Palmas del Mar         | Cemento     | Evan King        | Toshihide Matsui Kaito Uesugi                | 3-6, 7-5, [11-9]    |
| 7.  | 12 agosto 2023    | Cary Challenger, Cary                  | Cemento     | Evan King        | Miķelis Lībietis Adam Walton                 | 6-3, 7-6(4)         |
| 8.  | 14 ottobre 2023   | Fairfield Challenger, Fairfield        | Cemento     | Evan King        | Vasil Kirkov Denis Kudla                     | 7-5, 6-3            |
| 10. | 18 novembre 2023  | Kobe Challenger, Miki                  | Cemento     | Evan King        | Andrew Harris Nam Ji-sung                    | 7-6(3), 2-6, [10-7] |
| 11. | 2 dicembre 2023   | Yokkaichi Challenger, Yokkaichi        | Cemento     | Evan King        | Li Tu August Holmgren                        | 7-5, 6-4            |
| 12. | 11 maggio 2024    | Wuxi Open, Wuxi                        | Cemento     | Calum Puttergill | Toshihide Matsui Kaito Uesugi                | 7-6(8), 7-6(4)      |
| 13. | 22 giugno 2024    | Ilkley Trophy, Ilkley                  | Erba        | Evan King        | Christian Harrison Fabrice Martin            | 6-3, 3-6, [10-6]    |
| 14. | 15 settembre 2024 | Guangzhou Huangpu Open, Canton         | Cemento     | Evan King        | Francis Casey Alcantara Pruchya Isaro        | 4-6, 7-5, [10-5]    |
| 15. | 16 novembre 2024  | Champaign-Urbana Challenger, Champaign | Cemento (i) | Evan King        | James Davis James MacKinlay                  | 7-6(3), 7-5         |

##### Finali perse (9)
| Legenda tornei minori |
| Challenger (7)        |
| ITF (2)               |

[
| N. | Data             | Torneo                              | Superficie  | Compagno            | Avversari in finale               | Punteggio           |
| 1. | 31 luglio 2021   | Lexington Challenger, Lexington     | Cemento     | Alex Rybakov        | Liam Draxl Stefan Kozlov          | 2-6, 7-6(5), [7-10] |
| 2. | 16 luglio 2022   | Georgia's Rome Challenger, Rome     | Cemento     | Ruben Gonzales      | Enzo Couacaud Andrew Harris       | 4-6, 2-6            |
| 3. | 29 ottobre 2022  | Las Vegas Challenger, Las Vegas     | Cemento     | Constantin Frantzen | Julian Cash Henry Patten          | 4-6, 6(1)-7         |
| 4. | 19 novembre 2022 | Tali Open, Helsinki                 | Cemento (i) | Petros Tsitsipas    | Purav Raja Divij Sharan           | 7-6(5), 3-6, [8-10] |
| 5. | 4 febbraio 2023  | Cleveland Open, Cleveland           | Cemento (i) | Ruben Gonzales      | Robert Galloway Hans Hach Verdugo | 6-3, 5-7, [6-10]    |
| 6. | 1º aprile 2023   | Mexico City Open, Città del Messico | Terra       | Evan King           | Boris Arias Federico Zeballos     | 5-7, 7-5, [2-10]    |
| 7. | 10 giugno 2023   | Tyler Championships, Tyler          | Cemento     | Evan King           | Alex Bolt Andrew Harris           | 1-6, 4-6            |